# 在日
在日（ざいにち）とは、日本にいること、または、日本にあること。とくに、外国人（→日本の外国人）が日本国内に滞在または居住すること、帰化をしない外国籍の外国人が日本国内に長期的に滞在や居住していること。
歴史的には、戦後の「在日韓国・朝鮮人」を指す言葉を、地名を省略しても通じる「在日」として知られるようになったのが始まりで、元々は戦前の日本人と古くから貿易を行い開国した明治時代以降にわたって増えていた中長期在留する中国人のことを、一般的に「在留中国人」や別の言い方として「在日中国人」も使用していたが、非難や注目される言葉ではなく在日だけでは通じなかった。
現代の国際社会の日本では、在日は文字通りの「日本に中長期滞在や居住する外国人」としての歴史的な意味を省いた意味もあり、そこに地名などが加えられることも多い。日韓会談などの政府の正式な公式文書にも在日韓国人の記述があるため特定の在日韓国・朝鮮人や在日中国人を指すこともあり、在日論争の際に政治的な意味合いで使われることがある。

## 概要
「在日」という語は本来は侮蔑的な意味合いをもたないが、日本に在留している外国人（→日本の外国人）に対して特に差別的な意味合いで使用されることがある。中でも朝鮮人・韓国人に対して用いられる比率が高い。その理由として、2000年以降に勃発した、朝鮮・韓国による反日運動や反日思想、それに対する日本側の朝鮮・韓国への嫌朝・嫌韓思想が著しくなったため、侮蔑的な意味合いを含めて「在日」と呼称するようになったと考えられる。
しかしながら、在日韓国・朝鮮人達は自分達のことを本国在住の韓国・朝鮮人と区別するために「在日」と名乗ることがある。
なお、日本国内であっても治外法権との範囲内に滞在している場合は通常、在日と言わないが、状況によっては含める場合もある。

## 人々
在日外国人、あるいは在留外国人と呼ばれる。詳細は、日本の外国人のページを参照されたい。在日中国人、在日韓国・朝鮮人、在日フィリピン人、在日ベトナム人、在日ブラジル人、在日ネパール人、在日アメリカ人などが含まれる。
韓国民団や朝鮮総聯の用語として「在日同胞」というのがある。

## 団体・組織
例えば下記のものがある。
- 在日米軍
- 在日航空会社代表者協議会
- シティバンク、エヌ・エイ (在日支店)
- 在日フランス商工会議所